# Pałac Britz
Pałac Britz (niem. Schloss Britz) – dwór znajdujący się w Britz w Neukölln w Berlinie. Nazywany jest „perłą dzielnicy Neukölln”.

## Historia
Pierwsza wzmianka o wsi Britz pochodzi z 1373 roku z księgi posiadłości brandenburskich cesarza Karola IV Luksemburskiego. Do końca XVII wieku posiadłość była lennem rodu von Britzke. Z powodu wyniszczającej wojny trzydziestoletniej, w 1699 roku, ród został zmuszony do sprzedaży majątku. Kolejnym właścicielem został Samuel von Chwalkowski. Niecałą dekadę później, w 1705 roku, majątek przejął nadworny marszałek Zygmunt von Erlach, a następnie – w 1719 roku – Heinrich Rüdiger von Ilgen, minister stanu Prus. Za jego czasów posiadłość stała się własnością alodialną, a więc ziemią stanowiącą nieograniczoną własność, wolną od zobowiązań i ciężarów feudalnych.
Britz rozwinął się we wzorcową posiadłość, kiedy jego właścicielem został Ewald Friedrich von Hertzberg. Polityk wprowadził produkcję jedwabiu, kazał rozbudować dwór i wdrożył zmodernizowane rolnictwo, oparte na najnowszych odkryciach naukowych, w którym ważną rolę odgrywała hodowla bydła mlecznego.
W 1924 roku cały majątek został sprzedany miastu. Po II wojnie światowej pałac służył jako dom dla uchodźców, a od lat 50. jako dom dziecka. W 1971 roku dwór, a później park i pozostałe zabudowania folwarczne zostały uznane za zabytki, a po remoncie w latach 1985–1988 dwór został po raz pierwszy udostępniony do zwiedzania. Od tego czasu pałac Britz był gospodarzem wielu imprez kulturalnych.

## Galeria

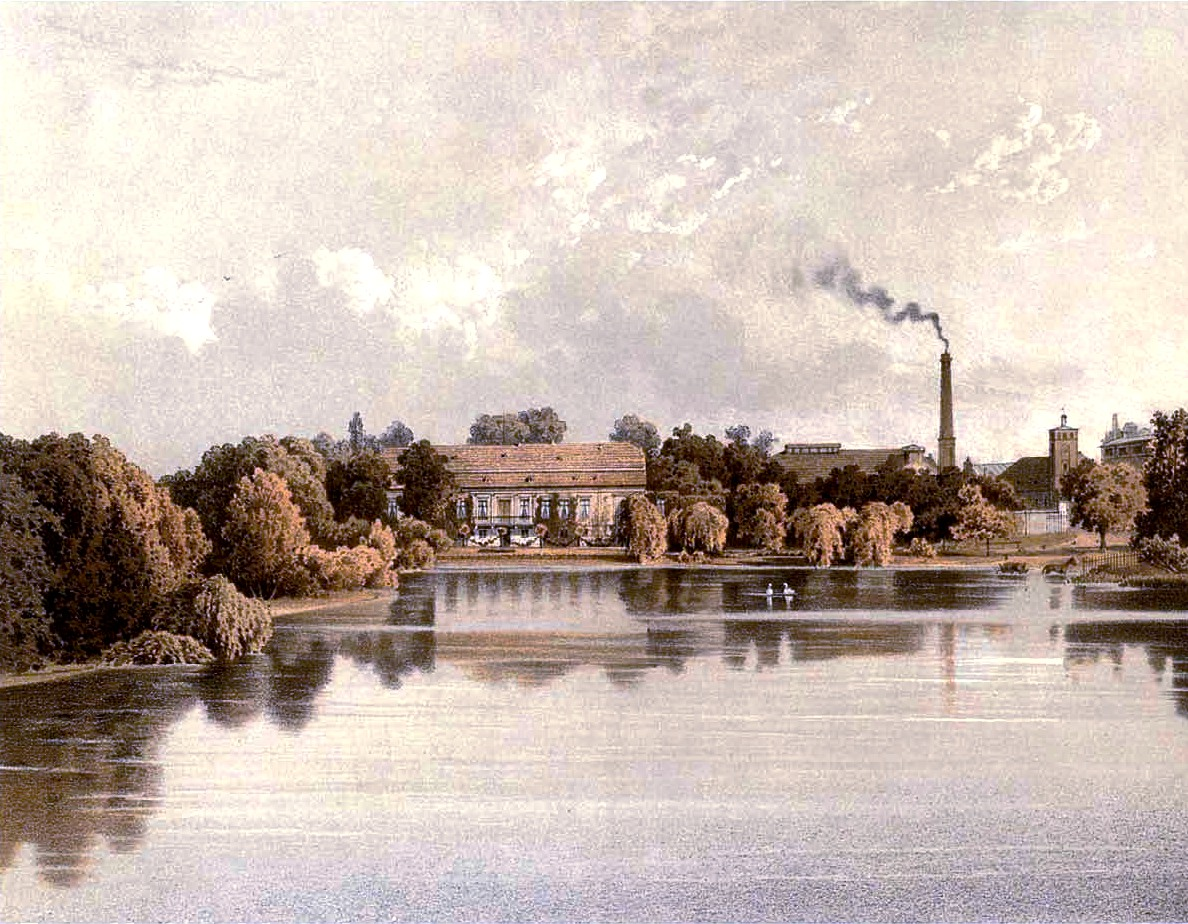
Pałac Britz w 1860
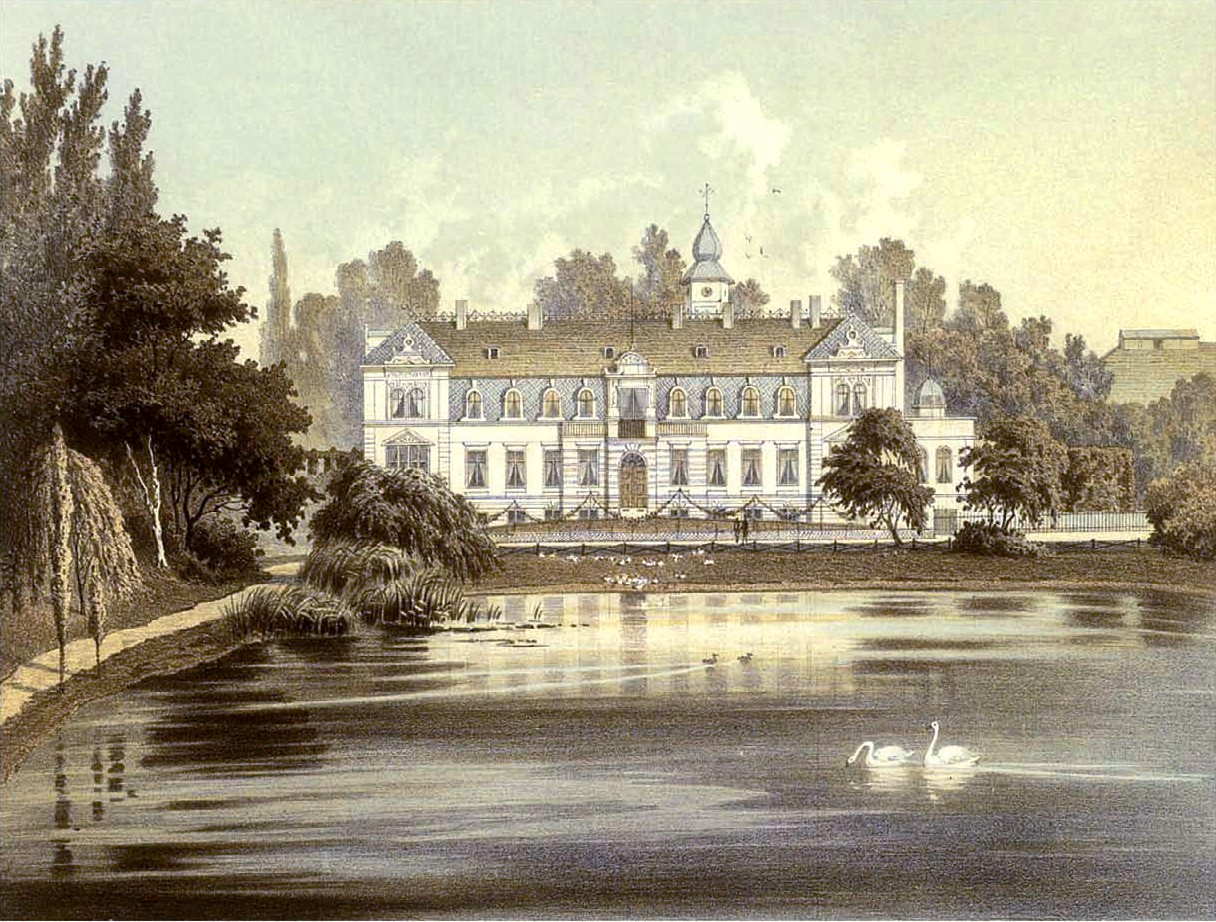
Pałac Britz w 1880
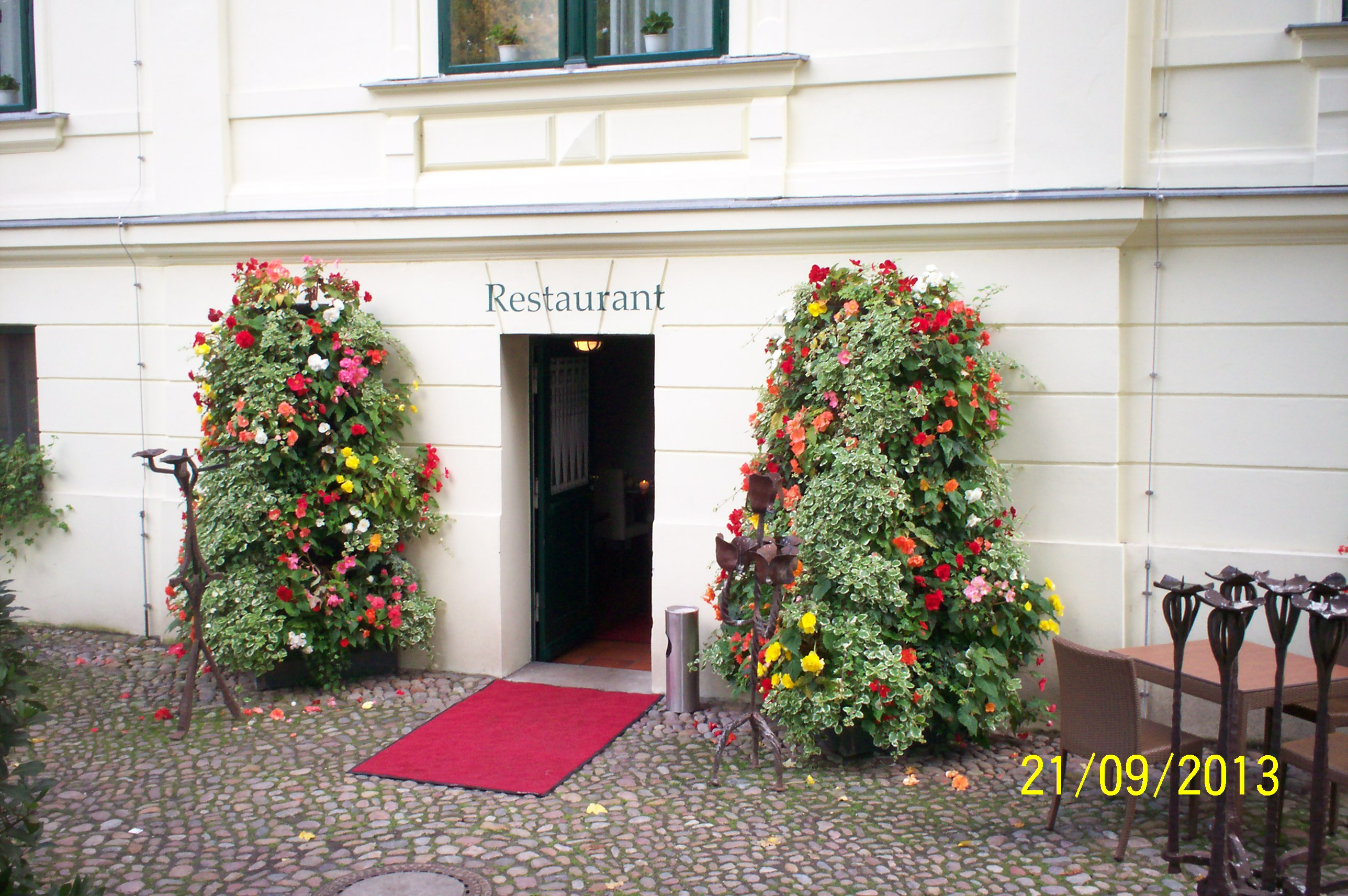
Wejście do restauracji znajdującej się w pałacu
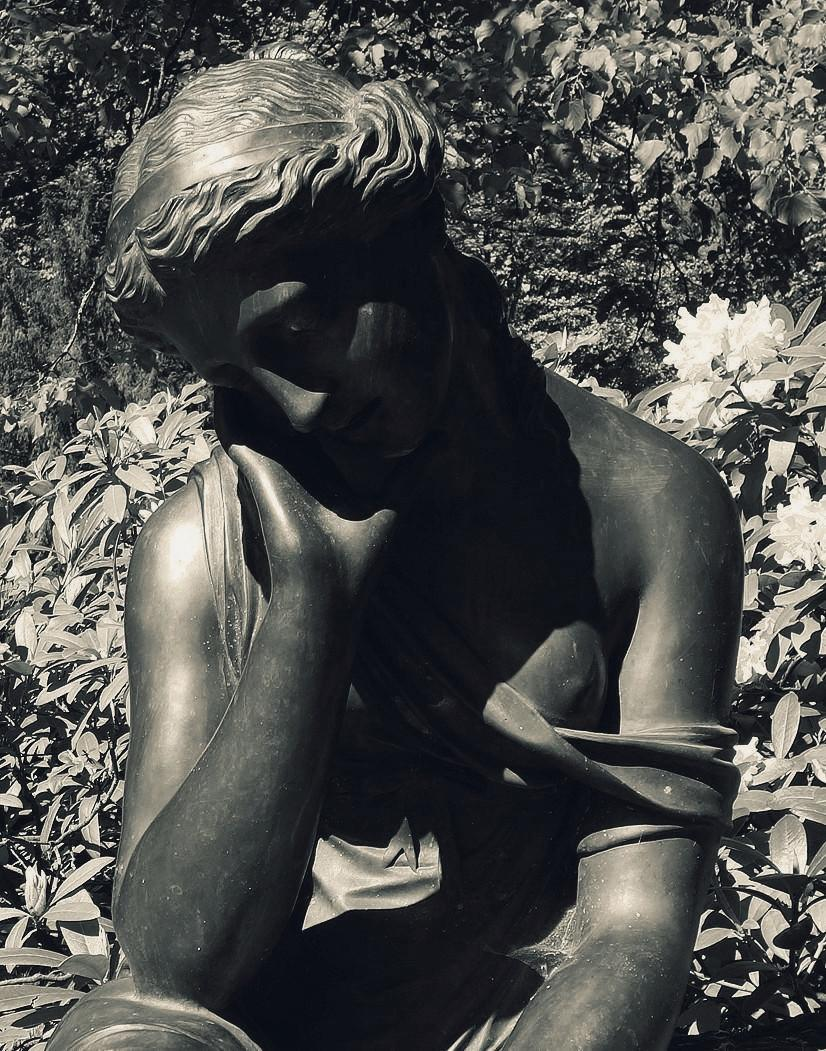
Rzeźba w parku pałacowym
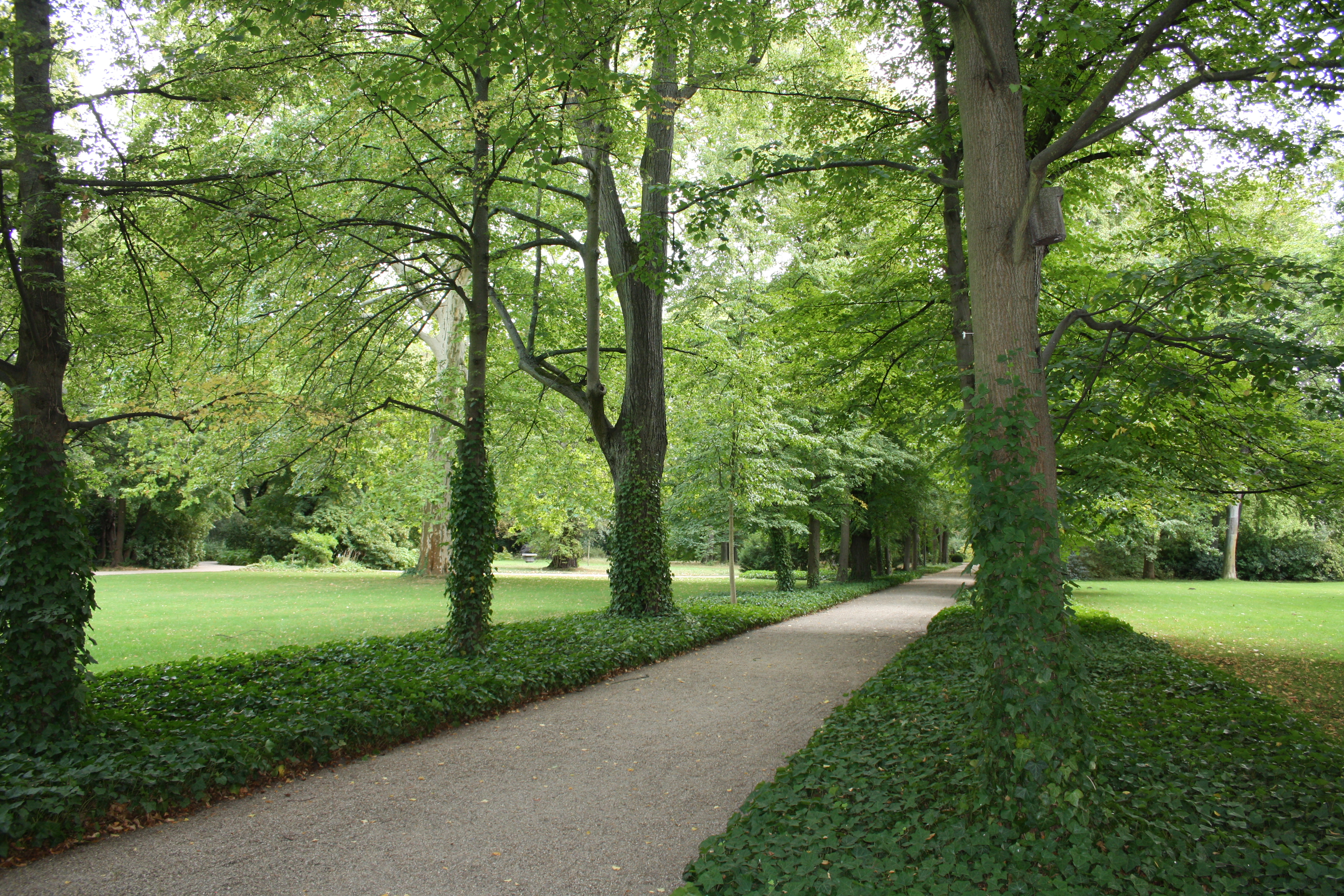
Park znajdujący się przy pałacu Britz